# Рейд (морской термин)

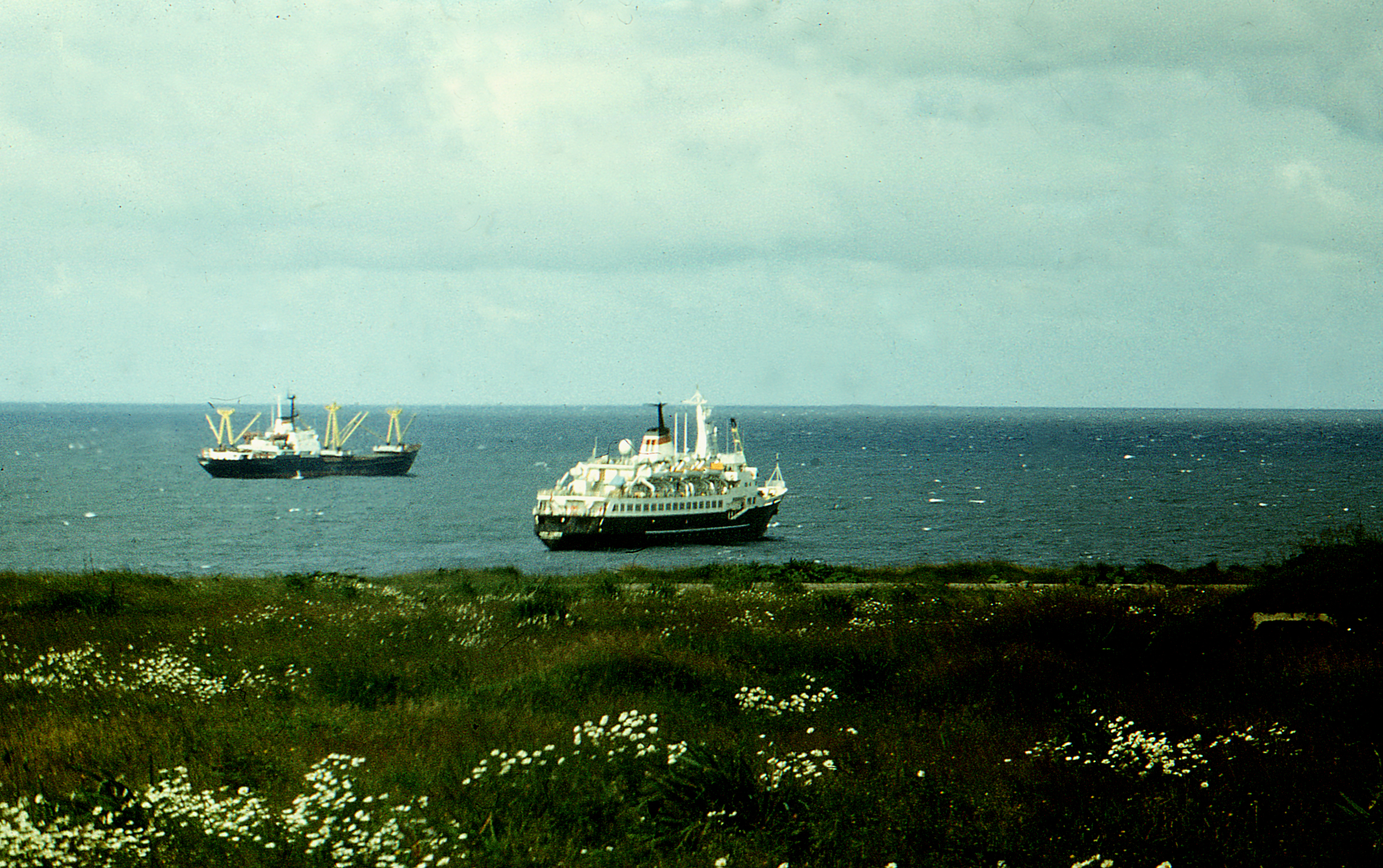
Рейд порта Курильска на острове Итуруп

Рейд (от нидерл. reede) — удобное для подхода с моря место вблизи берега, порта или военно-морской базы для якорной стоянки судов и кораблей.

## Классификация
Для морских акваторий различают:
- Внешний рейд — обычно открытый или частично защищённый от волнения естественными преградами (выступами берега, островами, скалами). На внешних рейдах суда отстаиваются перед заходом в порт или канал. На них могут производиться рейдовые перегрузочные операции. Для внешних рейдов стараются подобрать участок со сравнительно плоским дном, состоящим из песков или суглинков для лучшего зацепления якорных устройств. Часто внешние рейды оснащают специальными швартовыми устройствами (причальными бочками, палами)[4]
- Внутренний рейд — элемент внутренней акватории порта. Он обычно защищён от волнения естественными или искусственными оградительными сооружениями (молами, волноломами). На внутренних рейдах суда отстаиваются во время шторма, ожидания свободного причала. На внутренних рейдах может производится формирование или расформирование составов судов, маневрирование при портовых операциях[5]

Внешние и внутренние рейды располагают таким образом, чтобы они не мешали входу или выходу судов из порта. Размеры морского рейда по прямой по направлению от оси входа должны быть не менее 3,5 длин судна для обеспечения гашения инерции входящего судна и по своей форме обеспечивать возможность разворота судна без помощи буксиров, что осуществляют по окружности диаметром 3,5 длин судна полностью вписанной в рейд и пересекающей или касающейся судового хода.
В речном судоходстве под «рейдом» понимают часть акватории вне судового хода, на которых производится формирование и расформирование составов судов, перевалка грузов, бункеровка и снабжение судов на плаву. Также, как и для морских портов, здесь суда могут отстаиваться перед подачей к причалам.